# Софрониево-Молченская Печерская пустынь
Софрониевский монастырь (полное название Софрониево-Молченская Печерская пустынь Рождества Пресвятой Богородицы) — православный мужской монастырь Конотопской и Глуховской епархии Украинской православной церкви Московского патриархата, расположенный на Чудной горе в селе Новая Слобода Сумской области.
Был основан в 1630 году. При советской власти был закрыт и вновь возвращён церкви в 1999 году. Одно из семи чудес Сумщины.

## История

### Основание
Точная дата создания монастыря и имена его учредителей неизвестны. По преданию, первые монахи поселились на горе Чудная в XI—XIII веках. В «Историко-статистическом описании Софрониевской пустыни» за 1837 год утверждается, что монастырь был основан ещё в эпоху крещения Руси. Также возможно, что его основали греческие монахи, прибывшие с митрополитом Михаилом. По другой же версии, монастырь был основан уже на время прихода на Русь православия в правление князя Владимира (980—1015 годы).
Существует также версия позднего основания Софрониевской пустыни, согласно которой её основали монахи Киево-Печерской лавры, которые оставили Киев из-за нашествия орд монголо-татар, которые в 1240 году почти до основания уничтожили город и его святыни, как об этой трагедии подано в летописи: «И поднялся страх и ужас большой, когда не только киевляне бежали из Киева, но и иноки Феодосиева монастыря» (то есть Киево-Печерской лавры).
В «Описании Софрониевой пустыни и скита при ней», изданном в 1910 году, приведено множество интересных выдержек из старинных летописей и документов. В одном из таких отрывков говорится, что два монаха пришли из Киева к Софрониевской пустыни, где нашли себе пещеру, которую превратили в скит. Но самым интересным остаётся то, что создание этого документа относится к той эпохе, когда Киев ещё не был разрушен кочевниками. Так или иначе, но наиболее вероятным представляется, что именно монахи Киево-Печерской лавры, спасаясь от захватчиков, основали Софрониевского пустынь. Они поселились на Чудной горе, назвав её так, возможно, за большой лес и несравненную красоту природы этого места.
Известно, что во время правления литовского князя Александра-Ольгерда (1345—1377) на этом месте уже был монастырь, которым управлял архимандрит Филарет. В конце XIV века пустынь получила набеги кочевников-тюрков, которые ограбили и полностью разрушили обитель.
Рассказывают, что осенью 1405 года на Чудной горе, над болотом Молче, появилась чудотворная икона Пресвятой Богородицы. Это место — в 20 верстах к востоку от Путивля, и тогда входило в Путивльскую волость. Местные жители сразу же заметили святыню. Опять же, по некоторым преданиям, её обнаружил бортник. На месте чудесной находки люди поставили небольшую деревянную церковь Пресвятой Богородицы. Со временем у неё начали селиться монахи-отшельники, сооружая неподалёку пещеры на склонах холмов для проживания и постоянных молитв. Впоследствии здесь собственно и возник небольшой монастырь. Его назвали Молчанской Рождества Богородицы пустынью.
В XVI веке пустынь разрослась и превратилась в большой монастырь-острог, поэтому монахи, которые в нём проживали, приобрели несколько «осадных дворов», где поставили церковь Флора и Лавра и возвели в остроге храм Рождества Богородицы (примерно в 1580-х годах).
Однако монастырь, который развивался, в 1592 году был сожжён крымскими татарами. Выжившие монахи в следующем году (по другим данным — только в 1605 году) во главе с игуменом Пафнутием, переселились в Путивль, где преобразовали монастырское подворье в монастырь. Бывшая пустынь перешла во владение нового монастыря, а позже превратилась в его пасеку. Несмотря на частые набеги татар и в дальнейшем, монастырь продолжал существовать и был одним из оплотов православия на землях Речи Посполитой. После игумена Илии Молченская Печерская пустынь стала самостоятельным Путивльским Молченским монастырём. Эта привилегия была предоставлена Патриархом Московским Иовом 5 сентября 1597 года.
В 1605 году Софрониевский монастырь был разграблен войском Лжедмитрия I, направлявшегося в Москву. Интересно, что в составе войска, в частности, насчитывалось 2000 донских казаков.

### Расцвет
XVII и XVIII века были периодом расцвета Софрониевской пустыни. В 1630 году на территории монастыря построили первую каменную церковь Рождества Богородицы, а 1653 году вокруг неё был восстановлен уничтоженный в прошлом монастырь. Чтобы люди не путались в названиях, Путивльский монастырь стал именоваться Великим Молченским, а восстановленный стали называть Малым Молченским.
Также известно, что игуменом монастыря стал иеромонах Софроний (в миру Стефан Батоврин), который до этого был его строителем. При Софрония монастырь стал известным на Посемьи, получил богатую вотчину, расширив свою территорию. Здесь возводились каменные и деревянные церкви. При нём монастырь фактически получил независимость от городского монастыря и стал одним из крупнейших в тогдашней России. За большие заслуги игумена Софрония, монастырь впоследствии стали называть Софрониевским, а после смерти Софрония в 1692 году это название стало официальным.
В 1672 году в монастыре нашел прибежище Семён Медведев, принявший монашество с именем Сильвестр.
Пустынь стала настолько известной, что по легенде сама императрица Елизавета Петровна выразила желание его посетить. По легенде, в 1744 году, уезжая в Киев, она специально изменила маршрут и поехала в Софрониевской пустыне. Прибыв в монастырь, обладательница приняла участие в освящении новых церковных сооружений.
В 1757 году была построена надвратная Покровская церковь. А С 1758 года к Софрониевской пустыни был присоединен Путивльский Борисоглебский монастырь вместе с его имениями.

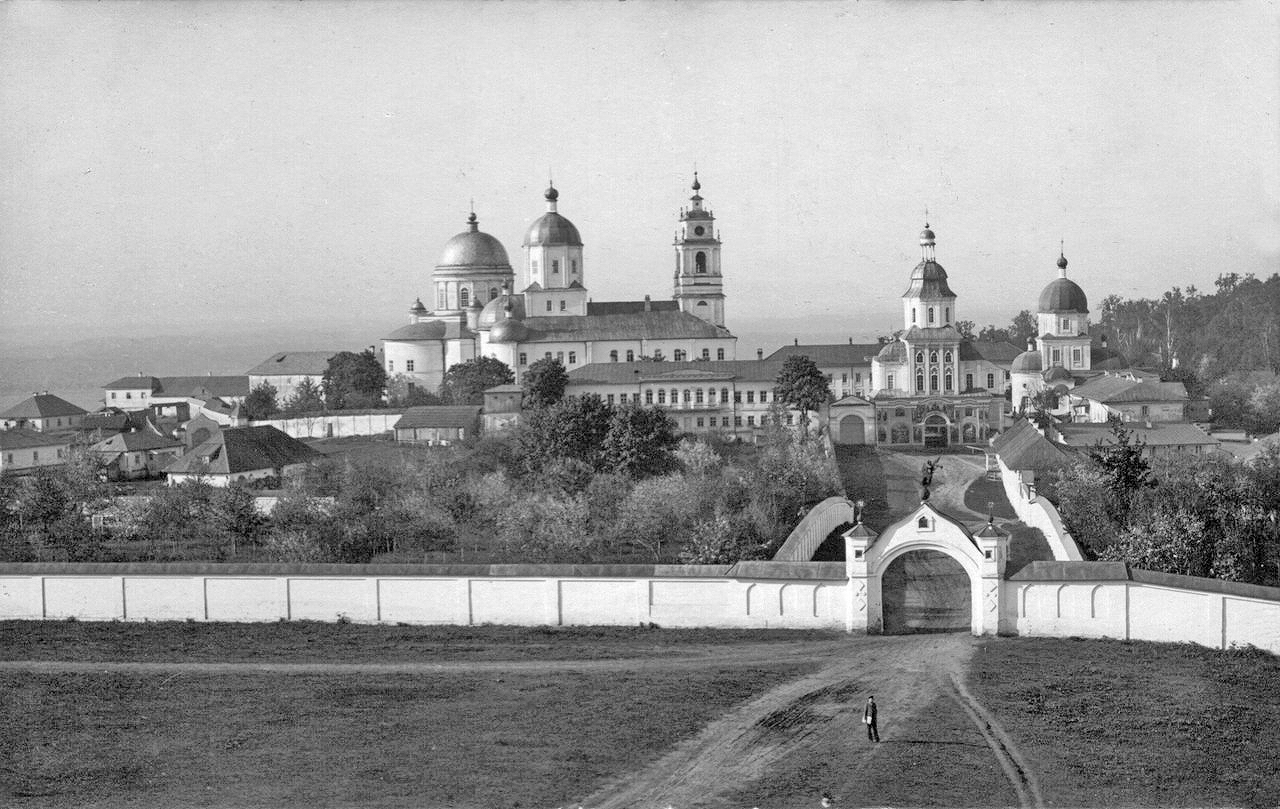
Софрониевский монастырь в начале XX века

В XIX веке численность монахов Софрониевского монастыря выросла до нескольких сотен, поэтому монастырь и в дальнейшем расширял свои владения. Сохранились свидетельства, что монахи в то время нередко использовали своё положение ради собственной выгоды. Существуют утверждения, что в окружающих селах Софрониевский монастырь не любили, об этом, в частности, свидетельствуют данные историка Ивана Рябинина.
По свидетельствам 1908 года в монастыре была 61 постройка, здесь служило 108 монахов и 145 послушников.

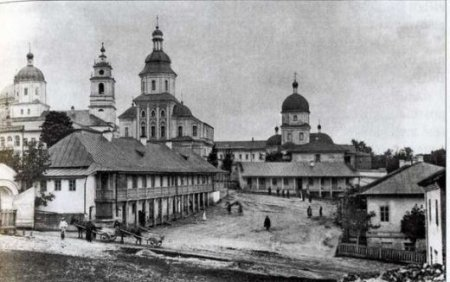
Территория Софрониевского монастыря (вид со двора) в начале XX века

Начиная с 1911 года в монастыре начал функционировать больничный корпус, что во время Первой мировой войны оказывал помощь русским солдатам и местным жителям. От 1915 при монастыре существовала бесплатная столовая, где еду мог получить каждый нуждающийся. Был создан также приют для детей погибших солдат. Монастырь перед лицом социальных катаклизмов, как духовный центр, очевидно, был авторитетным центром среди местных жителей, однако, дальнейшие ещё большие социальные катаклизмы и пертуртации непростого XX века привели обитель к опустошению и упадку.
Такое событие как свержение монархии каждый понял по-своему. Кто-то, например вооруженные и бесконтрольные солдаты, пытался получить максимум в неопределенных обстоятельствах межвременья. Вот что сообщали «Курские епархиальные ведомости» в те годы: «В Курской епархии только за последний месяц 1917 года были ограблены вооруженными солдатами Путивльская Софрониевская и Белгородская Николаевская пустыни, Льговский женский монастырь…».

### Закрытие
После прихода большевиков к власти было уничтожено, в том числе и большое число православных святынь, памятников изобразительного искусства и литературы, а нередко их авторов и заодно и лиц, оказавших сопротивление действиям по уничтожению культурного и духовного наследия. Не обошли эти события Молченскую Софрониевскую пустынь.
15 февраля 1919 (на Сретение) в монастырь прибыла комиссия Путивльского ревкома с небольшим отрядом красноармейцев, задачей которых было любым способом получить монастырские сокровища. Однако что-то им помешало осуществить свой замысел в этот день, и они решили отложить контрибуцию ценностей на следующий день. А тем временем монахи за ночь смогли спрятать все драгоценности, а один из послушников даже совершил нападение на одного из солдат и пытался отобрать оружие, за что поплатился жизнью. Утром же к стенам монастыря сошлись местные крестьяне, которых позвали монахи, чтобы встать на его защиту. Большевикам пришлось временно отступить от запланированного, и уже в начале 1920-х годов советская власть закрыла Софронтьевский монастырь. Судьба монахов была трагической: кого выгнали, а некоторых убили или отправили в ссылку.
Следовательно, монастырские стены, собор, построенный 1630 года, две церкви того же периода строительства, было уничтожено, частично засыпали пещеры. Большевики на этом не остановились — были сожжены монастырские летописи и документы.
Впоследствии бывший монастырь превратили в детский дом для вывезенных из охваченного голодом Поволжья детей, а с 1937 году сюда начали свозить детей из Испании. В 1939 году здания бывшего монастыря были заняты НКВД. Здесь был устроен лагерь военнопленных, где содержались пленные поляки.
Во время Второй Мировой войны монастырские здания использовали для своих нужд советские партизаны под руководством Сидора Ковпака.
В первые послевоенные годы руины, оставшиеся от Софрониевского монастыря, начали разбирать на кирпич для свинарников, колхозных зданий и промышленных объектов. Так, бульдозерами сравняли с землёй храм Рождества Пресвятой Богородицы, а на его месте появился участок для выпаса колхозного скота.
В 1966 году на территории бывшего монастыря проходили съёмки художественного фильма «Бурьян» (режиссёр А. С. Буковский). В 1982 году сотрудник Левобережной славяно-русской археологической экспедиции А. Б. Авагян обследовал монастырские пещеры, освоение которых было датировано XIII веком.

### Возрождение
В 1989 году Сумской облисполком взял объект под охрану государства, внеся в соответствующий перечень памятников, надвратную церковь, трапезную, ограждение с воротами и настоятельский корпус Софрониевского монастыря. Однако охранных табличек тогда не установили из-за нехватки средств.
Настоящее же возрождение обители началось с 1999 года, когда начали работы по восстановлению собора Рождества Пресвятой Богородицы, Успенской церкви и по реставрации храма Ильи Пророка, Покровской надвратной церкви и трапезной. Поскольку несколько пещерных комплексов монастыря не сохранилось, часть из них расчистили и исследовали. Остальные подземные хода, в своё время засыпанных большевиками, до сих пор остались не изученными.
В том же 1999 году впервые за такой длительный период времени, к руинам монастыря прибыл архимандрит Герман с послушниками. Монахи собственноручно расчищали развалины и отремонтировали несколько келий, в которых некоторые из них поселились. В помещении больничной церкви начали править службу. Впоследствии была восстановлена пещерная церковь и отдельные подземные ходы.
В 2001 году монастырю была подарена икона Иверской Божьей Матери, которая, к сожалению, за год бесследно исчезла. Икону нашли случайно, среди старых вещей в одном старом сарае. Никто не мог узнать в старой и почерневшие доске чудотворную икону. Но однажды во время праздника Великой Пасхи один хозяин зашел к своей старой, уже заброшенной постройке, и увидел, что на доске чудесным образом проявился образ Божьей Матери. Вытерев с иконы пыль, человек понял, что она принадлежала Софрониевскому монастырю (на ней была надпись), и 19 мая её передали в обитель.
В 2002 году в Софрониевской пустыни прибыли митрополит Киевский и всея Украины Владимир (Сабодан), тогдашний председатель Сумской областной государственной администрации Владимир Щербань, епископ Сумской и Ахтырский Иов и епископ Конотопский и Глуховский Иннокентий. Митрополит Владимир освятил источник с целебной водой и благословил начало восстановления храма Рождества Пресвятой Богородицы, а епископ Иннокентий вложил капсулу со святыми мощами в фундамент храма.
27 февраля 2004 пустынь посетил Президент Украины Леонид Кучма. Главу государства посещение монастыря поразили, в память об этом визите он подарил настоятелю Софрониевского монастыря, архимандриту Герману, икону «Николай Чудотворец с житием».
1 октября 2005 исполнилось шестьсот лет со дня, когда была обретена Молченская чудотворная икона, которая собственно и дала начало основанию монастыря и длительное время оставалась его главной святыней.

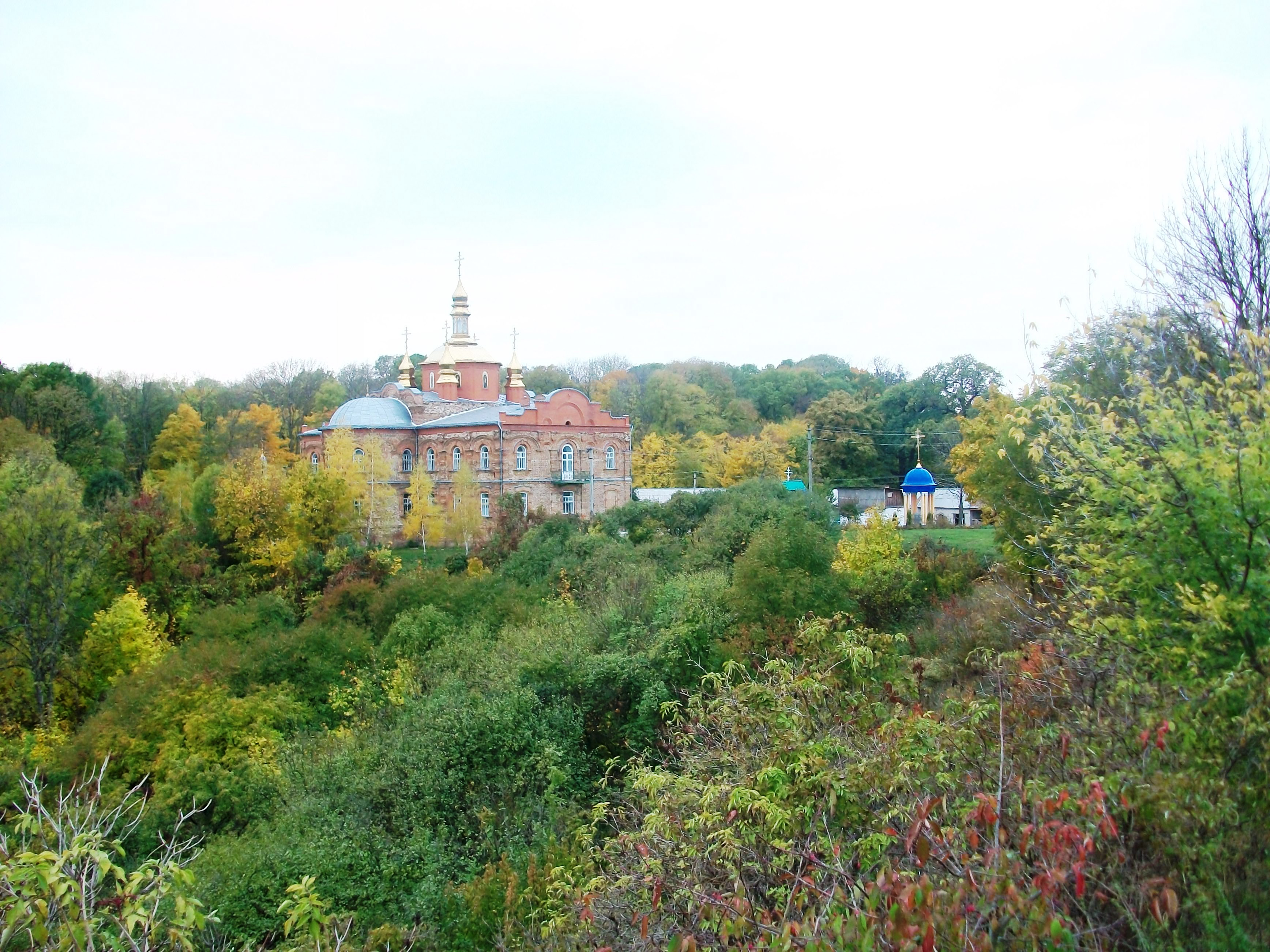
Ильинская церковь

В мае 2007 года на начальной стадии в украинской культурной акции «Семь чудес Украины» Софронтьевский монастырь (вместе с Памятником мамонту и Круглым двором) по оценкам экспертов вошел в тройку «чудес» от Сумщины в «топ-100» самых удивительных объектов Украины.
14 октября 2010, в праздник Покрова Пресвятой Богородицы, была торжественно освящена надвратная церковь монастыря. Божественную литургию отслужили архиепископ Лука, новый настоятель Софрониевского монастыря архимандрит Николай (Полищук), который заменил отца Германа, и другие.

## Описание комплекса монастыря

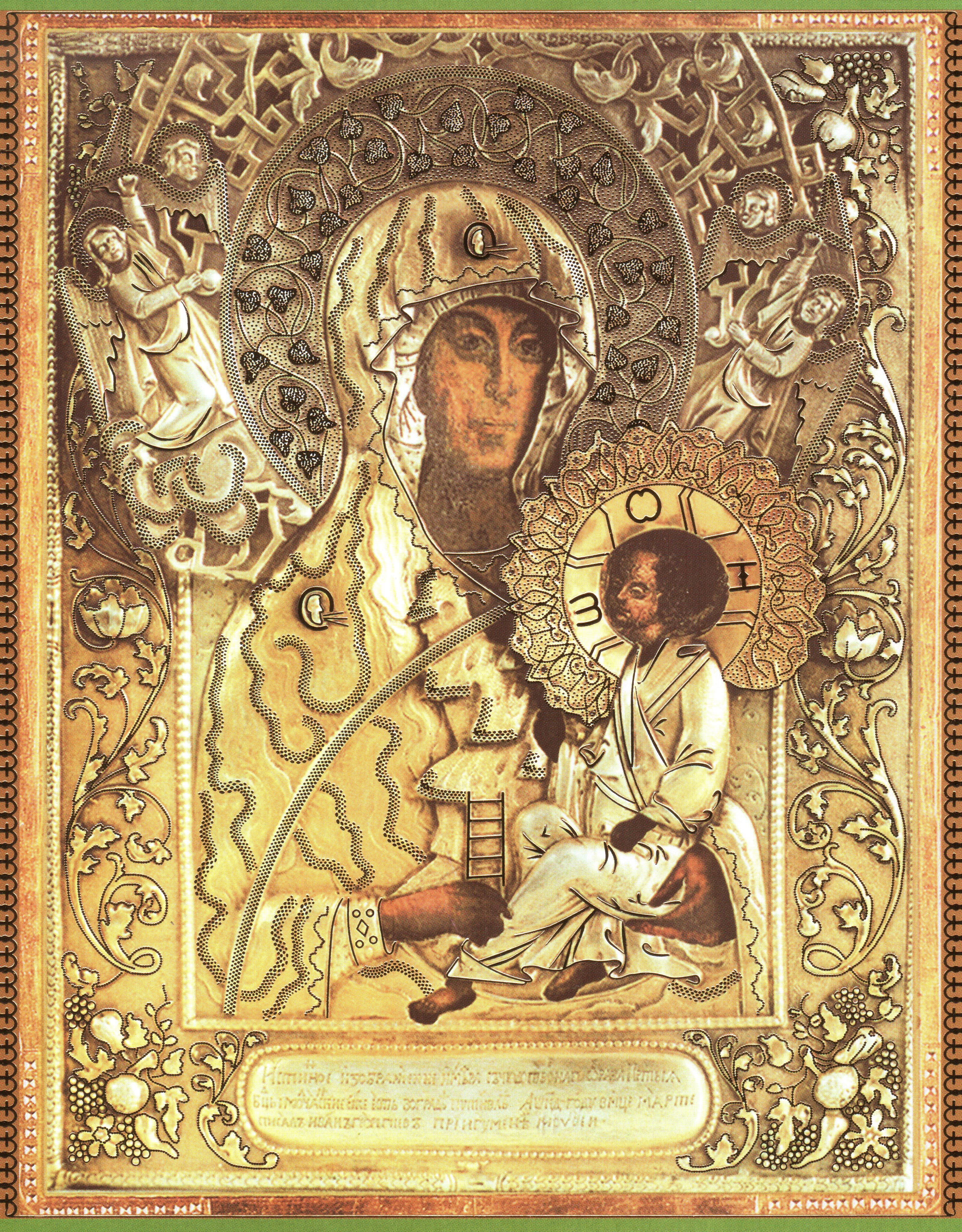
Молченская чудотворная икона

Архитектурный комплекс Софрониевского монастыря создают несколько сооружений, центральным из которых считается надвратная Покровская церковь. Эта церковь — двухэтажная, выполненная в стиле казацкого барокко. В храмовом сооружении можно проследить черты современных архитектурных приемов: грациозно выгнутые карнизы, тонкие пилястры, пышные наличники и т. п. Частично разрушенный в советское время, храм был восстановлен в 2000-х годах, а в праздник Покрова Божьей Матери 14 октября 2010 года он был освящён.
По левую сторону от церкви находится корпус монашеской трапезной. Он интересный тем, что со стороны монастырского двора кажется одноэтажным, а если подойти ближе двухэтажным. Зрительный эффект обусловлен тем, что трапезная расположенная на холме.
Неподалёку от трапезной расположен бывший больничный корпус, построенный в русском стиле. Это выражено в присущих этому стилю стилизациях карнизов, полуколон, сводов и т. п. Также на территории монастырского комплекса находится настоятельский корпус, который также был построен в этом стиле. Этот корпус известный под названием храма Пророка Ильи.
Монастырь имеет и подземную часть — пещерный комплекс, малоизученный и сегодня. В частности, удалось исследовать только незначительную часть подземных ходов. Например, на восточных склонах Софрониевского монастырь выявлены два до сих пор неизвестные хода. Очевидцы утверждают, что они напоминают подземную часть Киево-Печерской лавры.
В наше время Софрониевскому монастырю было выделено около 10 га земли, где монахи сажают и выращивают картофель и другие овощные культуры. Монахи держат для своих потребностей скот — коров и лошадей. У монастыря есть своя пасека и 8 старых монастырских садов, которым жители обители подарили вторую жизнь.